# Charles Litton
 (décembre 2019).
Le contenu est difficilement compréhensible vu les erreurs de traduction, qui sont peut-être dues à l'utilisation d'un logiciel de traduction automatique.
 (décembre 2019).
Si vous disposez d'ouvrages ou d'articles de référence ou si vous connaissez des sites web de qualité traitant du thème abordé ici, merci de compléter l'article en donnant les références utiles à sa vérifiabilité et en les liant à la section « Notes et références ».
Charles Vincent Litton Sr, né en 1904 et mort en 1972, est un ingénieur et inventeur, originaire de la région maintenant connue sous le nom de Silicon Valley.

## Biographie

### Jeunesse
Charles Vincent Litton est né le 13 mars 1904 à San Francisco, en Californie. Ses parents sont Alice J. Vincent et Charles A. Litton. Enfant, il fait des expériences sur la transmission radio dans la maison de ses parents à Redwood City, en Californie.
Il étudie l'usinage au sein de l'École californienne d'arts mécaniques de San Francisco et suit ensuite  des cours à l'université Stanford où il est diplômé en ingénierie mécanique en 1924 et en ingénierie électrique en 1925.

### Carrière
Dans les années 1920, il mène des expériences avec des nouvelles techniques et de nouveaux matériaux pour construire des tubes à vide. Il a, par exemple, construit le premier tour de soufflage du verre pratique. Il travaille pour les Bell Telephone Laboratories de 1925 à 1927 et revient en Californie en 1927.
La région de la baie est l'un des premiers centres de radio amateur avec environ 10 % des opérateurs aux États-Unis. William Eitel, Jack McCullough et Litton, qui ont ensemble été les pionniers de la fabrication de tubes à vide dans cette région, sont des amateurs formés en sciences technologiques et participent au développement de la radio à ondes courtes par le hobby de radio amateur. Litton met au point des techniques de fabrication qui aboutissent à l'attribution de contrats de guerre pour la fabrication de tubes de transmission pour le radar à Eitel-McCullough, une entreprise de San Bruno spécialisée dans les tubes de réseau électrique pour les radio-amateurs et l'équipement radio des avions. 
Il travaille pour la Federal Telegraph Company et y dirige l'ingénierie des tubes. Cecil Howard Green (plus tard le fondateur de Texas Instruments) travaille pour Litton durant cette période. Pendant la Grande Dépression, Federal Telegraph Company est acquise et déménage ses installations dans le New Jersey. Litton reste quant à lui en Californie. En 1932, il fonde Litton Engineering Laboratories avec ses économies et continue à mener des expériences dans la boutique de Redwood City appartenant à ses parents. Il détient alors 65 brevets sur diverses innovations de haute technologie. Certains de ces brevets donnent lieu à des litiges notables. À la demande de Frederick Terman, Litton aide l'université Stanford à construire un laboratoire de recherche sur les tubes et à recruter David Packard. 
Après la guerre, Litton Industries est constituée en 1947 pour fabriquer des tubes à vide et les machines utilisées pour les produire. L'entreprise connaît une croissance rapide, rivalisant rapidement avec les entreprises d'électronique établies dans l'est. Le 3 août 1952, Litton sépare la production de tour à verre, et crée l'entreprise individuelle Litton Engineering Laboratories le 1er mai 1953. Le 4 novembre 1953, il vend la partie destinée à la fabrication de tubes à vide de la société à Electro Dynamics Corporation, fondée par Tex Thornton. En 1954, Electro Dynamics Corporation achète les droits sur le nom Litton Industries qui devient un conglomérat multinational. Toujours en 1954, Litton déménage la division de fabrication de machines dans une nouvelle usine à Grass Valley, en Californie. Durant cette période Litton convainc son ami le docteur Donald Hare de déménager à Grass Valley, et la société de Hare devient le Grass Valley Group.

### Mort et héritage
Il est décédé en novembre 1972 à Carson City, Nevada. Ses papiers font partie de la collection de la bibliothèque Bancroft. Ses fils Charles Jr. et Larry se sont lancés dans la production de tours de verrerie sous le nom de Litton Engineering Laboratories à Grass Valley. Il a par ailleurs eu cinq petits-enfants.